# Conny Svensson
Conny Folke Svensson, född 15 februari 1940 i Nyköping, är en svensk litteraturvetare och professor emeritus. Han är gift med docent Sonja Svensson. 

## Biografi
Svensson disputerade 1974 i litteraturvetenskap vid Uppsala universitet med en avhandling om Gustav Hedenvind-Erikssons författarskap. Han undervisade i litteraturvetenskap 1972–1978 vid Uppsala universitet samt vid högskolorna i Umeå, Luleå och Örebro. År 1983 blev han docent i litteraturvetenskap i Uppsala. 1978–1990 var han lektor i Sveriges litteratur vid Helsingfors universitet, varav två år som vikarierande professor och prefekt. 1990–2001 var han universitetslektor vid litteraturvetenskapliga institutionen vid Uppsala universitet och befordrades 2001 till professor, varefter han gick i pension 2006.
Svensson har sedan 1973 medverkat med cirka 400 artiklar, recensioner och debattinlägg i bland annat följande tidningar, tidskrifter och årsböcker: Arbetaren, Barnboken, Bonniers Litterära Magasin, Dagens Nyheter, Folktidningen Ny Tid, Horisont, Hufvudstadsbladet, Jazzpulsen, Medusa, Nya Argus, Romhorisont, Samlaren, Svenska Dagbladet, Södermanlands Nyheter, Tidskrift för litteraturvetenskap och Ölandsbladet. 
Han har medverkat i Bonniers Den svenska litteraturen samt med artiklar i Nationalencyklopedin. Han har även varit medarbetare i Strindbergsprojektet. Under åren 2003–2009 var han redaktör för Kungl. Humanistiska Vetenskapssamfundets i Uppsala årsbok.
I sin forskning har han intresserat sig för August Strindberg, Dante Alighieri, svensk och europeisk roman under 1800-talet och första hälften av 1900-talet samt klassiska pojkböcker.

### Recenserat
I boken Tarzan i slukaråldern (1997) analyserar Svensson sin barndoms läsning mellan åren 1946 och 1954. Recensenten Jan Hansson skriver att "boken är en intressant studie i litteraturreception och -sociologi", att Svensson är "både elak och uppskattande i sina paralleller mellan populärlitteratur och kvalitetsliteratur" och att han "med sin ordglädje och analytiska förmåga i lättsam ton lyfter undan minnenas bråte och blottlägger allmängiltiga läsarmekanismer utan att förfalla till 'retrospektiva förebråelser' av barnets troskyldigt okritiska läsning" och avslutar med att boken är "definitivt det roligaste jag läst på länge".
I boken Pli på pojkar (2008) analyserar Svensson nio något äldre författare och deras böckers byggande av en mansroll. Flera av böckerna var en gång mycket populära och skrevs särskilt för pojkar. Recensenten Carina Burman sammanfattar att "dagens läsare får en fängslande och lärorik genomgång av hur pojkar förväntades vara, när ett annat sekel var ungt".

### Strindbergsprojektet
Kommentarer och textkritik av Conny Svensson:
- Textkritisk kommentar till Nationalupplagan av August Strindbergs samlade verk : allmänna anvisningar. 2008. http://litteraturbanken.se/#!forfattare/StrindbergA/titlar/StrindbergTK0/info/pdf
- Vol 18 Kvarstadsresan, fabler och societeten i Stockholm samt andra prosatexter 1880-1889. 2009. Libris 14798444. http://litteraturbanken.se/#!forfattare/StrindbergA/titlar/Kvarstadsresan/sida/3/etext
- Vol 53 Götiska rummen : släkt-öden från sekelslutet. Litteraturbanken. 2012. Libris 13454352. http://litteraturbanken.se/#!forfattare/StrindbergA/titlar/GotiskaRummen/sida/3/etext
  -  Textkritisk kommentar till SV 53 Götiska rummen. 2013. http://litteraturbanken.se/#forfattare/StrindbergA/titlar/StrindbergTK53/info
- Vol 54 Historiska miniatyrer. Litteraturbanken. 1997. Libris 8203284. ISBN 91-1-972602-3. http://litteraturbanken.se/#!forfattare/StrindbergA/titlar/HistoriskaMiniatyrer/sida/3/etext
  -  Textkritisk kommentar till SV 54 Historiska miniatyrer. 2010. http://litteraturbanken.se/#forfattare/StrindbergA/titlar/StrindbergTK54/info
- Vol 56 Nya svenska öden. 56. Litteraturbanken. 2012. Libris 13456500. http://litteraturbanken.se/#!forfattare/StrindbergA/titlar/NyaSvenskaOden/sida/3/etext
  -  Textkritisk kommentar till SV 56 Nya svenska öden. 2013. http://litteraturbanken.se/#forfattare/StrindbergA/titlar/StrindbergTK56/info
- Vol 71 Essäer, tidningsartiklar och andra prosatexter 1900-1912. 2004. Libris 11830201. http://litteraturbanken.se/#!forfattare/StrindbergA/titlar/EssaerTidningsartiklar/sida/3/etext
  -  Textkritisk kommentar till SV 71 Essäer, tidningsartiklar och andra prosatexter 1900–1912. 2014. http://litteraturbanken.se/#forfattare/StrindbergA/titlar/StrindbergTK71/info

## Utmärkelser
- Riddartecknet av Finlands Vita Ros 1991
- Invald i The Swedish Bunk Johnson Society 2002
- Invald ledamot av Kungl. Humanistiska Vetenskaps-Samfundet i Uppsala 2003
- Invald i Sällskapet Idun 2008